# Xã Jim River Valley, Quận Stutsman, Bắc Dakota
Xã Jim River Valley (tiếng Anh: Jim River Valley Township) là một xã thuộc quận Stutsman, tiểu bang Bắc Dakota, Hoa Kỳ. Năm 2010, dân số của xã này là 38 người.